# Exephanes venustus
Exephanes venustus là một loài tò vò trong họ Ichneumonidae.